# Адолф (Хесен-Филипстал-Бархфелд)
Адолф фон Хесен-Филипстал-Бархфелд (на немски: Adolf von Hessen-Philippsthal-Barchfeld; * 29 юни 1743, Ипер, Белгия; † 17 юли 1803, Бархфелд, Тюрингия) от Дом Хесен (линията Хесен-Касел-Филипстал), е ландграф на Хесен-Филипстал-Бархфелд (1777 – 1803).

## Биография
Той е най-малкият син на ландграф Вилхелм фон Хесен-Филипстал-Бархфелд (1692 – 1761) и съпругата му принцеса Шарлота Вилхелмина фон Анхалт-Бернбург-Шаумбург-Хойм (1704 – 1766), дъщеря на княз Лебрехт фон Анхалт-Бернбург-Хойм (1669 – 1727).
На 13 ноември 1777 г. Адолф става ландграф след смъртта на по-големия му бездетен брат Фридрих (1727 – 1777).
Адолф служи във войската на Ландграфство Хесен-Касел, след това е полковник в Орания-Насау. През 1773 г. е на пруска военна служба и Фридрих II го прави на 16 януари 1777 г. генерал-майор. Ландграф Адолф се бие във войната за баварското наследство (1778/1779) и попада през 1779 г. в плен на австрийците. През 1780 г. той напуска войската и се оттегля обратно в Бархфелд.

## Фамилия
Адолф се жени на 18 октомври 1781 г. в Майнинген за принцеса Луиза фон Саксония-Майнинген (1752 – 1805), дъщеря на херцог Антон Улрих фон Саксония-Майнинген (1687 – 1763) и втората му съпруга Шарлота Амалия фон Хесен-Филипстал (1730 – 1801). Те имат децата:
- Фридрих (1782 – 1783)
- Карл (1784 – 1854), ландграф на Хесен-Филипстал-Бархфелд

∞ 1. 1816 принцеса Августа цу Хоенлое-Ингелфинген (1793 – 1821)
∞ 2. 1823 принцеса София цу Бентхайм и Щайнфурт (1794 – 1873)
- Вилхелм (1786 – 1834)

∞ 1812 принцеса Юлиана София Датска (1788 – 1850)
- Георг (1787 – 1788)
- Ернст Фридрих (1789 – 1850)
- Шарлота (*/† 1794)